# Ньютаун (округ Скайлкілл, Пенсільванія)
Ньютаун (англ. Newtown) — переписна місцевість (CDP) в США, в окрузі Скайлкілл штату Пенсільванія. Населення — 243 особи (2010).

## Географія
Ньютаун розташований за координатами 40°39′10″ пн. ш. 76°20′46″ зх. д. / 40.65278° пн. ш. 76.34611° зх. д. (40.652886, -76.346213).  За даними Бюро перепису населення США в 2010 році переписна місцевість мала площу 1,66 км², уся площа — суходіл.

## Демографія
Згідно з переписом 2010 року, у переписній місцевості мешкали 243 особи в 98 домогосподарствах у складі 72 родин. Густота населення становила 146 осіб/км².  Було 105 помешкань (63/км²).
Расовий склад населення:
| - 100,0 % — білих |

До двох чи більше рас належало 0,0 %. Частка іспаномовних становила 0,4 % від усіх жителів.
За віковим діапазоном населення розподілялося таким чином: 21,0 % — особи молодші 18 років, 62,1 % — особи у віці 18—64 років, 16,9 % — особи у віці 65 років та старші. Медіана віку мешканця становила 43,5 року. На 100 осіб жіночої статі у переписній місцевості припадало 107,7 чоловіків;  на 100 жінок у віці від 18 років та старших — 100,0 чоловіків також старших 18 років.
Середній дохід на одне домашнє господарство  становив 51 469 доларів США (медіана — 53 125), а середній дохід на одну сім'ю — 57 723 долари (медіана — 68 281). За межею бідності перебувало 8,9 % осіб, у тому числі 16,7 % дітей у віці до 18 років та 10,0 % осіб у віці 65 років та старших.
Цивільне працевлаштоване населення становило 96 осіб. Основні галузі зайнятості: виробництво — 21,9 %, транспорт — 18,8 %, роздрібна торгівля — 18,8 %.